# 青島もも

青島 もも（あおしま もも、2009年3月6日 - ）は、日本の女性アーティスト。

## 人物
5才から名古屋最年少ソロアイドルとして活動していたが、2020年3月7日にアイドルを引退。
2020年9月6日、アーティスト「momo-モモ-」として再デビューした。
2021年1月30日、小学生ラスト写真集発売。
2021年2月6日、双子の妹「令‐Lei-」と共に、アパレルブランド「Funny＆Crazy」立ち上げ。
2021年3月6日、自ら作詞した卒業ソングをリリース。
2021年6月26日、「momo-モモ-」から「青島もも」へ改名した。
世界4大ミスコンのひとつ「ミス・アース」のジュニア部門、2021年8月10日に雅叙園で開催された「2021ジュニアアースジャパン東京大会」において、中学生部門グランプリを受賞。
2023年12月31日、ENTER BRAINを退所。

## 出演

### CM
- アイオーデータ「CDレコ6」（2022年）

## 書籍

### 写真集
※限定※Amazon非発売
- #みんながマネージャー（2020年）
- 卒業アルバム（2021年）
- 青島もも＆令-Lei- コラボ写真集「双子バトル」（2021年）

## 作品

### シングル
- I'll try～届くまで～（2020年）
- ココロノタイムカプセル（2021年）
- dig（2022年）
- SAKEBI（2022年）
- カスタマイゼーション（2023年）